# Oddur Gottskálksson
Oddur Gottskálksson (Norvégia ?, 1500 vagy 1515 – Reynistaðir, Délnyugat-Izland, 1566 tavaszán) izlandi műfordító.

## Élete és munkássága
Apja norvég származású katolikus püspök, anyja neves izlandi családból származó nő volt. Tanulmányait Norvégiában, Dániában és Németországban folytatta, ahol megismerte Luther tanait, ám ezeket hazájában csak titokban vallhatta. Ez ösztönözte arra is, hogy elkészítse Újszövetség-fordítását (Hið nýja testamentið…, 1540) Luther fordítása, a Vulgata és a svéd fordítás segítségével, miközben püspöki írnokként tevékenykedett. Munkája szép nyelvezetű és pontos, kimutatták, hogy az 1908-as sokszorosan átdolgozott izlandi kiadásban még sokkal több részlet volt Oddur eredeti fordítása, mint az egykorú német kiadásban Lutheréből. Fordítása abból a szempontból is nevezetes, hogy ez a legkorábbi nyomtatott izlandi könyv, amely a mai napig fennmaradt. Hatása az izlandi irodalomra lényegesen kisebb volt, mint más bibliafordításoké az európai nemzeti irodalmakra, hiszen hazájában már három-négy évszázada virágzott a magas szintű, anyanyelvi prózairodalom.